# Garbage can model
Garbage can model ("model kosza na śmieci") – model rozumowania w ekonomii, służy do podejmowania decyzji w sytuacji dużej presji czasu oraz wysokiej złożoności sytuacji. Nazwa modelu sugerująca nieporządek, brak jasnych reguł i przypadkowość (chaos) nawiązuje do ww. kosza na śmieci. Autorem teorii jest Michael D. Cohen. 

## Kontekst aplikacji modelu
Duża złożoność decyzji występuje przykładowo w firmach w związku panującym w nich dużym nieładem organizacyjnym. Do cech charakterystycznych takich organizacji można zaliczyć: 
1. brak jednego spójnego celu całej organizacji (wynika to w głównym stopniu z tego, że firmy nie są monolitami),
2. brak jasnych standardów i procedur, nic nie jest sformalizowane i jasno określone, wiele decyzji jest efektem chaosu organizacyjnego,
3. brak jest sformalizowanych zasad uczestnictwa pracowników w realizacji poszczególnych zadań, co wiąże się z ich zmiennym w czasie zaangażowaniem.

Model ten nie obejmuje wszystkich możliwych zależności i scenariuszy, jest on uproszczeniem rzeczywistości. Nie zmienia to faktu jego przydatności, szczególnie w chwilach, gdy liczy się szybkie działanie. Decyzje wypracowane przy użyciu tego modelu nie są optymalne, ale sam model pozwala pokonać gąszcz zawiłości całej sytuacji i wypracować potrzebną decyzję, co jest w danej sytuacji najistotniejsze. Finalna decyzja spełnia wymogi niezbędnego minimum, tj. jest co najmniej tak dobra, jak zakładano na początku procesu decyzyjnego.

## Zmienne modelu
W modelu tym definiuje się 4 zmienne:
1. zmienna określająca możliwe ilości wyborów,
2. zmienna określająca ilości problemów do rozwiązania,
3. zmienna określająca możliwe rozwiązania, oraz
4. zmienna określająca poziom energii decydentów, która jest wkłada w podjęcie decyzji.

Wartość tych zmiennych ulega wahaniom wraz z upływem czasu. W praktyce oznacza to, że poziom energii potrzeby do podjęcia określonej decyzji w różnym czasie nie jest stały.
W modelu tworzy się dwie dwuwymiarowe macierze składające się z następujących wymiarów:
1. macierz decyzji (oznaczana jako D), przedstawiająca wymiar energii decydentów oraz wymiar możliwych do dokonania wyborów
2. macierz struktury dostępu (oznaczana jako A) przedstawiająca wymiar problemów oraz wymiar możliwych do dokonania wyborów.

Zmienne w ww. macierzach mogą przyjmować wartość 1 lub wartość 0.

## Ograniczenia modelu
Model ma 3 istotne ograniczenia:
1. decyzja może zostać podjęta tylko wtedy, gdy efektywny poziom energii, którym dysponują decydenci podejmujący decyzję jest większy niż energia generowana przez problem, który ma zostać rozwiązany. W przypadku zbyt niskiego poziomu energii decydentów decyzja nie zostanie podjęta.
2. cała energia będąca w posiadaniu jednego decydenta może być przypisana w danym czasie tylko do jednej sytuacji decyzyjnej.
3. przypisanie w danym czasie jednego problemu tylko do jednego możliwego wyboru.

W końcowym etapie następuje wyliczenie różnych wartości poszczególnych symulacji w oparciu o model komputerowy. Na tej podstawie mogą być podejmowane przez decydentów finalne decyzje.